# Lieja-Bastoña-Lieja 1945
La Lieja-Bastogne-Lieja 1945 fue la 31.ª edición de la clásica ciclista Lieja-Bastoña-Lieja. La carrera se disputó el domingo 5 de agosto de 1945, sobre un recorrido de 204 km. El vencedor final fue el belga Jean Engels (Alcyon-Dunlop) que se impuso a sus compatriotas Edward Van Dijck y Joseph Moerenhout, segundo y tercero respectivamente. 

## Clasificación final
| Posición | Ciclista                 | Equipo        | Tiempo   |
| -------- | ------------------------ | ------------- | -------- |
| 1        | Jean Engels              | Alcyon-Dunlop | 6h21'11" |
| 2        | Edward Van Dijck         | -             | a 47"    |
| 3        | Joseph Moerenhout        | -             | s.t.     |
| 4        | Sylvain Grysolle         | -             | s.t.     |
| 5        | Huub Sijen               | -             | s.t.     |
| 6        | Odiel Van Den Meerschaut | -             | s.t.     |
| 7        | Louis Nackaerts          | -             | s.t.     |
| 8        | Louis Prairie            | -             | s.t.     |
| 9        | Joseph Hoefkens          | -             | a 3'07"  |
| 10       | Armand Putzeyse          | -             | s.t.     |